# Maʿaden

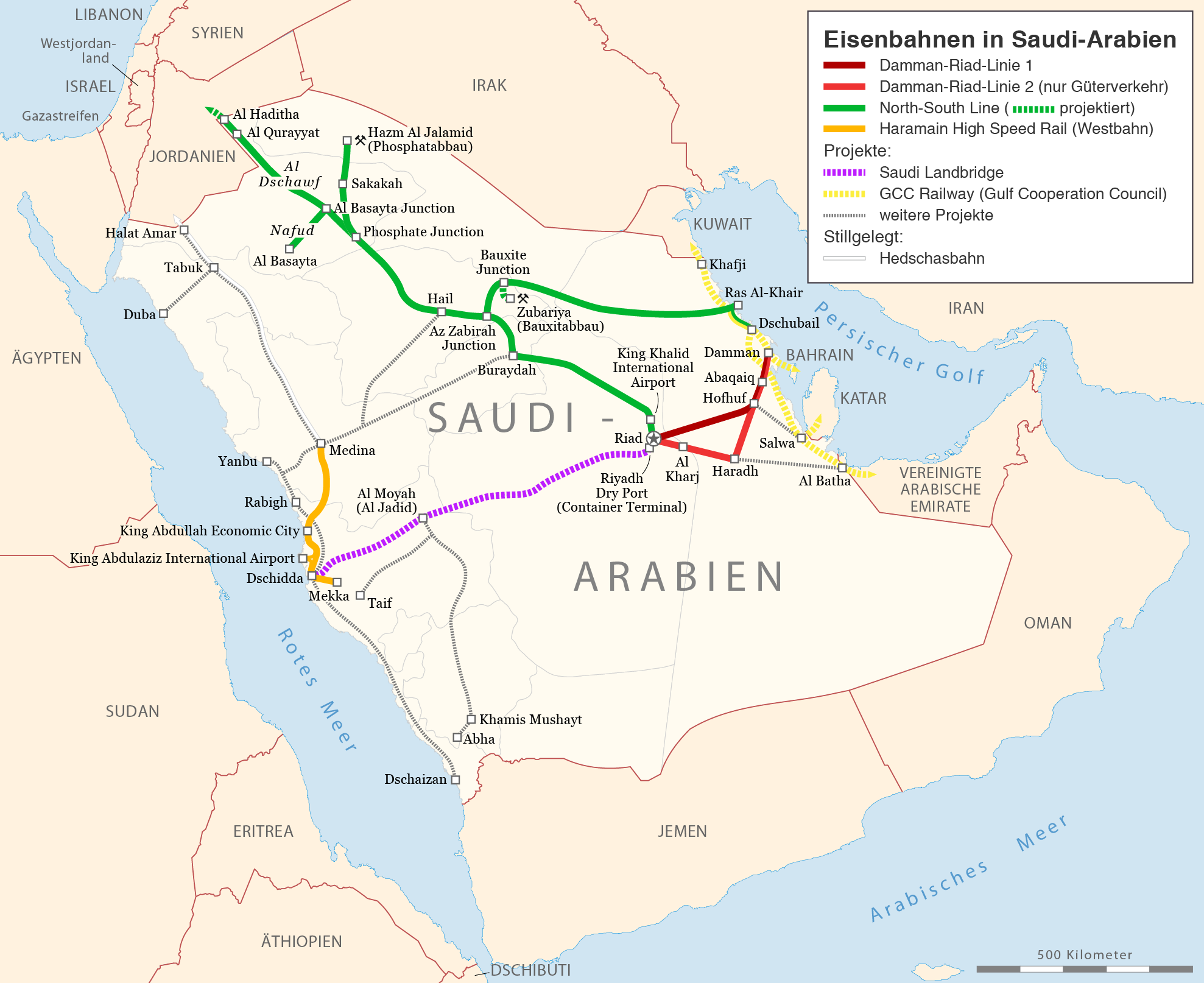
Bahnstrecken in Saudi-Arabien

Maʿaden (arabisch معادن, DMG Maʿādin; offiziell arabisch شركة التعدين العربية السعودية, DMG Šarikat at-Taʿdīn al-ʿArabiyya as-Saʿūdiyya, englisch Saudi Arabian Mining Company) ist ein saʿūdischer Bergbaukonzern. In den Bergwerken des Konzerns wird Gold, Phosphat, Bauxit, Kupfer und Industrieminerale (Kaolin, Magnesit) abgebaut.
2015 wurden 50 % des Umsatzes mit Phosphat (DAP) und Industriemineralen sowie 43,5 % mit Aluminium erwirtschaftet.

## Geschichte
Saudi-Arabien ist eine alte Bergbauregion, so wurde in Mahd adh-Dhahab (deutsch: Wiege des Golds) schon 1000 n. Chr. Gold abgebaut. 

## Standorte
Maʿaden besitzt zahlreiche Explorationslizenzen, von denen nur einige derzeit entwickelt werden. In Ras al-Khair am Persischen Golf befinden sich ein Phosphat- und ein Aluminiumwerk sowie eine Meerwasserentsalzungsanlage. In Medina steht eine Fabrik für (kaustisches und totgebranntes) Magnesiumoxid (Magnesia). In Wa’ad Al Shamal wird derzeit in Zusammenarbeit mit SABIC und Mosaic ein Phosphatwerk (MWASPC) gebaut. Das Kupferbergwerk Dschabal Sajid wird zusammen mit Barrick Gold betrieben.
| al-Dschalamid |

| al-Ba'itha |

| az-Zabira |

| Zarghat (al-Ghazala?) |

| Mahd adh-Dhahab |

| Dschabal Sajid |

| al-Hadschar |

| al-Amar |

| Bulgha |

| al-Suchaibarat |

| ad-Duwayhi |

| Ras el-Khair |

## Infrastruktur
Die Massenrohstoffe (Phosphat, Bauxit) werden mit der Nord-Süd-Eisenbahnlinie abtransportiert. Da der Goldabbau wasserintensiv ist, baute Maʿaden eine 430 km lange Pipeline von Ta'if nach Süden in die Goldbergbauregion.